# ホソアカクワガタ属
ホソアカクワガタ属（ホソアカクワガタぞく、Cyclommatus）は、甲虫目・クワガタムシ科に属する分類群。体色も大顎の形状も奇抜なものが多く、人気がある。

## 特徴
フィリピンや、中国南部以南の東南アジアや、オセアニア地域を中心に分布し、各種の分布域が狭いことが特徴として挙げられる。人気はあるものの成虫は短命なので長期飼育には向いていない。また、種毎の差異が少なく、属内の分類は確定していない。
脚の脛節外側の棘は発達しない。また眼縁突起も不発達、学名は「丸い目」を意味する。ツバキ科の植物の新芽を傷つけ汁を吸うといわれている。
非常に華奢な体形をしており、特にメタリフェルホソアカクワガタは大顎が体長の半分以上を占めることもある。
本属全般に共通の習性として、樹液に集まるのではなく、草本の花に集まることが知られている。（飼育下では昆虫ゼリーや、果実、樹液も食する。）
華奢な体型と長大な雄の大顎は、太い木の幹でなく細い枝先や草本を生活の場として雌や餌場を巡って闘争する本属雄の習性に対応して進化したと考える研究者もいる。
長い大顎は一見するとチリクワガタのように、挟む力はそれほどでもないように見えるが、実際には挟む力は強く、指を挟まれると出血させる程の力を持ち、見た目が華奢に見える脚部も、樹皮や枝を掴む力が強い事や、僅かに頭循のようなものが発達する頭部、後半が細くなる前胸部、低温を好む部分がミヤマクワガタ属の性質と共通する。

## 種類
メタリフェルホソアカクワガタ Cyclommatus metallifer
本属中では2番目に大きい種類である、最大個体は100mmに達する。先端の内歯から外歯にかけて細かい内歯が並ぶ。日本において最も普通に輸入・販売・飼育されているホソアカクワガタである。大顎発達が著しい本属の中でも、特に大顎が発達する。「メタリフェル」の名の通り、亜種間で差はあれど、オスの鞘翅は金属光沢を有する。
原名亜種 C. m. metallifer
スラウェシ島
C. m. finae
ペレン島・バングル島。青みがかかる個体も見られる。金属光沢も強く人気がある。
C. m. isogaii
スーラ諸島
C. m. aenomicans
バチャン島・ハルマヘラ島･カシルタ島等
C. m. otanii
モロタイ島
C. m. sangirensis
タフナ島。最も金属光沢の強い亜種。
インペラトールホソアカクワガタ C. imperator
コウテイホソアカクワガタともいう。90mmにもなり、ニューギニア島における最大のクワガタムシである。
原名亜種 C. i. imperator
ニューギニア島東部
C. i. monguilloni
イリアンジャヤ
C. i. siokurai
西イリアン。C. i. ssp. splendidusのシノニム名。
C. i. arfakensis
アルファク山に生息する。
C. i. splendidus
ティミカに生息する。
エラフスホソアカクワガタ C. elaphus
大型のものでは100㎜を越える本属最大種である。
原名亜種 C. e. elaphus
スマトラ島南部
C. e. truncatus
スマトラ島北部
C. e. kirchnei
スマトラ島西部
アラガールホソアカクワガタ C. alagari DeLisle, 1968
パラワン島に生息する異色のホソアカクワガタ
プルケルスホソアカクワガタ C. pulchellus
ニューギニア島
マルガリータホソアカクワガタ C. margaritae Gestro, 1877
ニューギニア島
バインライヒホソアカクワガタ C. weinreichi Laxroix, 1972
ニューギニア島
カウピホソアカクワガタ C. kaupi Deyrolle, 1865
ニューギニア島
ゲストロホソアカクワガタ C. gestroi Nagel, 1931
ニューギニア島
スペキオススホソアカクワガタ C. speciosus
原名亜種 C. s. speciosus
ブーゲンビル島
C. s. anepsius
サンクリストバル島・マライタ島
イグジミウスホソアカクワガタ C. eximius Möllenkamp, 1909
ニューギニア島
モンタネルスホソアカクワガタ C. montanellus Möllenkamp, 1904
ボルネオ島
チュウホソアカクワガタ C. chewi Mizunuma, 1994
ボルネオ島
ムルティオルムホソアカクワガタ C. murutiorum H. Ikeda et Katsura, 2001
ボルネオ島
タランドゥスホソアカクワガタ C. tarandus (Thunberg, 1806)
ボルネオ島
ルニフェルホソアカクワガタ C. lunifer Boileau, 1905
ボルネオ島、スマトラ島、マレー半島、ミャンマー南東部
ギラファホソアカクワガタ C. giraffa (Möllenkamp, 1904)
カリマンタン島。全身が紅色で、大顎には内歯が殆ど見られない。
カナリクラトゥスホソアカクワガタ C. canaliculatus (Ritsema, 1891)
原名亜種 C. c. canaliculatus
スマトラ島とその周辺
C. c. consanguineus
カリマンタン島北部
C. c. infans
スラウェシ島
C. c. freygesseneri
ジャワ島
C. c. ramlii
カリマンタン島
ストリギケプスホソアカクワガタ C. strigiceps
原名亜種 C. s. strigiceps
ネパール・ブータン
C. s. assamensis
アッサム地方
C. s. ipseni
マレー半島
C. s. laoticus
ラオス
アルペルスホソアカクワガタ C. albersi (Kraatz, 1894)
原名亜種 C. a. allbersi
ミャンマー、インド、ベトナム、中国雲南省
C. a. pahagensis (Nagel, 1936)
マレー半島 、 タイ
ビコロールホソアカクワガタ C. bicolor
　タイ、ミャンマー、中国雲南省
トサカ（ムニスゼッチ）ホソアカクワガタ C. muniszechi
原名亜種 C. m. muniszechi (Thomson, 1856)
台湾
C. m. tonkinensis (Didier, 1927)
中国東南部、ベトナム北部